# Трифон Савев
Трифон Савев Янакиев е български революционер, кочански войвода на Вътрешната македонска революционна организация.

## Биография
Савев е роден в 1900 година в кочанското село Пантелей, което тогава е в Османската империя, а в 1913 година попада в Сърбия. Получава основно образование. В 1923 година дезертира от сръбската армия, бяга в Кюстендил, България, където става член на ВМРО. Първоначално е четник, а по-късно войвода в родния си край. След това е пращан от Иван Михайлов, Владимир Куртев и Георги Настев на мисии зад граница, защото владее чужди езици. Савев е последният пунктов началник на ВМРО в Кюстендил между 1932 и 1934 година. От пролетта на 1941 до септември 1944 е секретар на земеделската задруга в Кочани. Убит е от комунисти след Деветосептемврийския преврат на 13 септември 1944 година край Кюстендил.